# Clinton Leeuw
Clinton Leeuw (* 15. April 1982 in Kapstadt) ist ein ehemaliger südafrikanischer Squashspieler.

## Karriere
Clinton Leeuw begann seine professionelle Karriere in der Saison 2006 und gewann zwei Titel auf der PSA World Tour. Seine höchste Platzierung in der Weltrangliste erreichte er mit Position 79 im Mai 2013. Mit der südafrikanischen Nationalmannschaft nahm er 2007, 2009, 2011 und 2013 an Weltmeisterschaften teil. Im Einzel qualifizierte er sich 2011 erstmals für das Hauptfeld einer Weltmeisterschaft und schied in der ersten Runde gegen Simon Rösner aus.

## Erfolge
- Gewonnene PSA-Titel: 2